# My Sharona
My Sharona [ʃəˈroʊnə] ist ein Lied und die Debütsingle der US-amerikanischen Rockband The Knack. Das Lied wurde von Berton Averre und Doug Fieger geschrieben und 1979 auf ihrem Album Get the Knack veröffentlicht. Es erreichte Platz eins der US-amerikanischen Singles-Charts Billboard Hot 100, den es sechs Wochen lang hielt. Die Single war die Nummer eins auf den Jahresendcharts der Billboards Top Pop Singles 1979 und wurde von der Recording Industry Association of America mit Gold ausgezeichnet, was einer Million verkauften Exemplaren entspricht. Außerdem war My Sharona das schnellste Gold-Status-Debüt von Capitol Records seit der Beatles-Single I Want to Hold Your Hand (1964).

## Inspiration
Das charakteristische Riff von My Sharona wurde von Berton Averre, dem Leadgitarristen der Band, bereits Jahre vor Gründung der Gruppe The Knack geschrieben. Averre präsentierte das Riff sowie einen Schlagzeug-Groove Doug Fieger, dem Lead-Sänger und Rhythmus-Gitarristen der Gruppe, dem es sehr gefiel und versprach, es in eine Komposition aufzunehmen, obwohl er keine Ideen für den Text hatte.
Als Fieger 25 Jahre alt war, lernte er die 17-jährige Sharona Alperin kennen, die ihn zu einem zweimonatigen Songschreiben inspirierte und für die nächsten vier Jahre Fiegers Freundin wurde. Fieger berichtete: „Es war, als wäre ich mit einem Baseballschläger auf den Kopf getroffen worden, ich habe mich sofort in sie verliebt. Und als dies geschah, löste es etwas aus und ich fing an, fieberhaft in kurzer Zeit Songs zu schreiben.“ Fieger und Averre erarbeiteten Struktur und Melodie des Songs. Averre war ursprünglich ablehnend gegenüber Alperins Vornamen, aber Fieger wollte, dass es ein direkter Ausdruck seiner Gefühle war, und Averre gab schließlich nach. Fieger behauptete, My Sharona sei in 15 Minuten geschrieben geworden.

## Musik und Text
Die Musik des Stücks spiegelt viele Elemente von Songs aus den 1960er Jahren wider. Laut einem Rezensenten von Trouser Press ist der wichtigste melodische Hook des Lieds „eine Umkehrung des Signature-Riffs“ von Gimme Some Lovin’, ein Hit der Spencer Davis Group aus dem Jahr 1967. Fieger gab zu, dass der Rhythmus der Tomtoms des Songs „nur eine Umarbeitung“ von Going to a Go-Go ist, einem Song von Smokey Robinson and the Miracles aus dem Jahr 1965. Schlagzeuger Bruce Gary sagte, dass er, obwohl er das Lied nicht besonders mochte, als Fieger es der Band vorstellte, für den stotternden Beat, der einem Surf-Stomp ähnelt, verantwortlich sei. Er entschied sich auch, ein Flam-Schlagzeug-Rudiment einzuarbeiten, in dem zwei gestaffelte Schlagzeugschläge enthalten sind, die einen volleren Sound erzeugen, den Gary als entscheidend für den Erfolg des Songs erachtet.
In einem Interview mit der Washington Post stellte Fieger fest, dass das Lied aus der Sicht eines 14-jährigen Jungen geschrieben wurde.
Der stotternde Vokaleffekt des Songs durch die wiederholte Phrase „muh muh muh my Sharona“ erinnert an Roger Daltreys Gesang im Lied My Generation von The Who aus dem Jahr 1965.

## Artwork
Sharona Alperin war nicht nur die Inspiration für den Song, sondern posierte auch für die Single, auf deren Cover sie das Debütalbum von The Knack Get the Knack hält.

## Rezeption

### Rezensionen
Der saubere Produktionssound des Songs erinnerte auch an den Sound der British Invasion der 1960er Jahre. Dick Nusser vom Billboard Magazine äußerte sich zu den „eingängigen, absichtlich unbeholfenen Stop-Go-Trommel- und Gitarrenpausen“, seinen „schrulligen Texten“ und seinem „suggestiven Ton“, und das Lied wird den Zuhörer „bereit, willens und fähig machen, den Refrain im richtigen Moment zu summen.“ In der Umfrage von Pazz & Jop 1979 teilten sich My Sharona und Tusk von Fleetwood Mac den sechsten Platz auf der Liste der besten Singles des Jahres. Chris Woodstra von Allmusic bezeichnete das Lied in der Folge als „unvergesslichen Hit“. Der New Rolling Stone Album Guide behauptete, dass das Lied aus gutem Grund ein Hit war. Der Beat sei eindringlich, der Refrain animiere dazu, betrunken mitzugrölen und das Gitarrensolo sei „wie das Aufblitzen eines Feuerwerkkörpers.“

### Nachwirkungen
Die New York Times nannte das Lied „ein Emblem der New-Wave-Ära im Rock und ein Paradebeispiel für die Kürze der Pop-Berühmtheit“.
1994 trat My Sharona erneut in die Billboard Hot 100 ein und erreichte Platz 91, als es als Teil des Soundtrack-Albums zum Film Reality Bites – Voll das Leben veröffentlicht wurde. Im Film selbst waren die Figuren zu sehen, wie sie zu My Sharona in einem Convenience Store tanzen. Diese Version wurde von Dave Jerden remixt und bietet unter anderem einen viel markanteren Schlagzeug-Sound.
Im Jahr 2005 erregte das Lied einige Aufmerksamkeit, als es auf der Playlist des iPods von US-Präsident George W. Bush erschien.
Im Jahr 2008 erschien My Sharona in zwei Billboard-Charts zu deren 50-jährigen Jubiläum, und zwar auf Platz 75 der Billboard Hot 100 All-Time Top-Songs und Platz 16 der Top Billboard Hot 100 Rock-Songs.
In Videospielen ist ein Cover von My Sharona als herunterladbarer Inhalt für die Rock-Band-Serie enthalten. Diese Version wurde später für Rock Band 3 aktualisiert, um die Pro-Guitar-Funktion zu unterstützen. Die ursprüngliche Version des Songs und das Musikvideo sind im Lips:Party Classics auf der Xbox 360 zu sehen.
Das Lied war zu hören im 1997er Disney-Film RocketMan, im Trailer zu 3 Engel für Charlie – Volle Power in J. J. Abrams’ Super 8 und in Richard Linklaters Everybody Wants Some!!.
Sharona Alperin, die die Inspiration für den Hit war, war ein wichtiger Impulsgeber für die Band und brachte viele Mädchen zu ihren frühen Shows. Seitdem ist sie Immobilienmaklerin für Sotheby’s in der Gegend von Los Angeles. und besitzt den Domainnamen mysharona.com für ihr Unternehmen.

## Kommerzieller Erfolg

### Chartplatzierungen
| ChartsChartplatzierungen       | Höchstplatzierung | Wochen/ Monate |
| ------------------------------ | ----------------- | -------------- |
| Deutschland (GfK)              | 12 (15 Wo.)       | 15 Wo.         |
| Österreich (Ö3)                | 13 (2 Mt.)        | 2 Mt.          |
| Schweiz (IFPI)                 | 7 (9 Wo.)         | 9 Wo.          |
| Vereinigte Staaten (Billboard) | 1 (22 Wo.)        | 22 Wo.         |
| Vereinigtes Königreich (OCC)   | 6 (12 Wo.)        | 12 Wo.         |

| ChartsJahrescharts (1979)      | Platzierung |
| ------------------------------ | ----------- |
| Vereinigte Staaten (Billboard) | 1           |

### Auszeichnungen für Musikverkäufe
| Land/Region                  | Auszeichnungen für Musikverkäufe (Land/Region, Auszeichnung, Verkäufe) | Verkäufe  |
| ---------------------------- | ---------------------------------------------------------------------- | --------- |
| Italien (FIMI)               | Gold                                                                   | 25.000    |
| Kanada (MC)                  | Platin                                                                 | 150.000   |
| Neuseeland (RMNZ)            | 2× Platin                                                              | 60.000    |
| Spanien (Promusicae)         | Gold                                                                   | 30.000    |
| Vereinigte Staaten (RIAA)    | Gold                                                                   | 500.000   |
| Vereinigtes Königreich (BPI) | Gold                                                                   | 400.000   |
| Insgesamt                    | 4× Gold · 3× Platin ·                                                  | 1.165.000 |

## Parodien, Samples und Hommagen
My Sharona war sowohl durch die Bekanntheit als internationaler Hit als auch durch das unverwechselbare Rockgitarren-Riff Gegenstand zahlreicher Parodien und Samples, darunter:

### Parodien
- My Bologna von Weird Al Yankovic: Dieses Lied aus dem Jahr 1979 brachte Yankovics Karriere als Lied-Parodist in Gang.[39][40] The Knack stimmte der Parodie zu und ließ Yankovic sogar einen einmaligen Deal mit ihrem Label Capitol Records eingehen. Eine neu aufgenommene Version erschien auf seinem gleichnamigen Debütalbum.
- Scheiß Ascona von Rodgau Monotones, veröffentlicht 2003 bei Rockport Records auf "Silberhochzeit"
- Ayatollah von der Chicagoer Radio-Persönlichkeit Steve Dahl: Das Lied berichtete über aktuelle Ereignisse im Zusammenhang mit der Iranischen Revolution von 1979.[40]
- Pull My Strings von den Dead Kennedys: Dieses Lied aus dem Jahr 1980 verwendete das Gitarrenriff und änderte die Phrase von „My Sharona“ in „My Payola“, um eine Satire auf die Musikindustrie zu machen.
- My Scrotum von Cheech Marin: Das Lied wurde 1980 in dem Film Cheech and Chong’s Next Movie verwendet.[40]
- 9 Coronas von John Mammoser, ursprünglich 1987 aufgenommen und 1995 veröffentlicht und mit zwei Folgeversionen (10 Coronas (1996) und 9 Coronas ('99) 1999) In den Radioprogrammen von Dr. Demento präsentiert.[41]
- Vaiche boa von der galizischen Band Heredeiros da Crus 1997 auf ihrem Album Des minutos veröffentlicht.
- Babylona von der christlichen Parodie-Band ApologetiX erschien 2001 ihrem Album Keep the Change.
- Comme des Connards (Like Jerks) des französischen Komikers Michaël Youn, eine Parodie für den 2004er Film Les 11 commandements.
- My Menorah von American Comedy Network, - eine Flash-Parodie aus dem Jahr 2004 mit singenden Kerzen.[40][42][43]
- My Toyota vom Radiomoderator Bob Rivers, eine Video-Parodie anlässlich der Toyota-Rückrufaktion im Jahr 2010.[44]
- My Fevola, eine Parodie, die in der australischen AFL Footy Show über den Australian-Football-Spieler Brendan Fevola gesungen wurde.
- Der Hongkonger Popsänger Alan Tam nahm eine kantonesische Version des Songs mit dem Titel 愛到你發狂 (englisch: loving you make me crazy) für sein gleichnamiges Album aus dem Jahr 1980 auf.
- Parodien des Lieds wurden auch in mehreren Fernsehwerbespots gezeigt, darunter My Chalupa (Taco Bell), My Toyota (Toyota), My Mohegan (Mohegan Sun) und Pepperona (Hormel).
- Girl U Want von Devo auf dem Album Freedom of Choice wurde angeblich von My Sharona inspiriert, was von Gerald Casale von Devo abgestritten wurde.[45]
- Zahlreiche weitere Parodien im Zuge der Coronavirus-Epidemie 2020

### Audio Samples
- Run-DMC verwendete 1986 ein nicht autorisiertes Audio-Sample des Songs im Hit It’s Tricky. 2006 klagten Berton Averre und Doug Fieger gegen Apple, Run DMC und andere wegen der elektronischen Verbreitung ihres Werkes. Der Prozess wurde 2009 beigelegt.[46]
- Rogue Traders verwendeten in ihrem 2006er Hit Watching You erneut aufgenommene Elemente des Riffs.
- Die Hip-Hop-Künstler Everlast und DJ Lethal verwendeten Samples des Songs für den Titel I Got the Knack, der 1990 auf dem Everlast-Album Forever Everlasting erschien.
- Die britische Mädchengruppe Girls Aloud hat Teile des Songs für den Titel No Good Advice übernommen.[47]

## Let Me Out, die B-Seite der Single
Die B-Seite der Single My Sharona ist Let Me Out. Sie wurde von Fieger und Averre geschrieben, um den Bedarf der Band nach einem starken Eröffnungsstück für Konzerte und für ihr Album Get the Knack zu decken. Averre erklärte, dass der Song „absurd schnell“ sei. Der Schlagzeuger Bruce Gary war der Meinung, dass der Text von Let Me Out dazu beigetragen habe, dass der Song zu einem perfekten Eröffnungslied wurde, da die Band alles "rauslassen" wollte, und Bassist Prescott Niles stellte fest, dass die Band mit dem Lied plötzlich groß rauskam. Gary behauptete zudem, dass der Song „mich beschrieb, wie ich versuchte, Buddy Rich in einer Rock-’n’-Roll-Band zu sein. Es war einfach voll drauf.“
Das Billboard Magazine beschrieb Let Me Out als „jugendliche Hymne, die mit Vollgas geliefert wird“ und lobte die „entzückenden“ Harmonien des Songs, das Schlagen der Gitarren und „perfekt abgestimmtes“ Trommeln. Jon Wurster, Schlagzeuger bei Superchunk und The Mountain Goats, lobte die "volle Kraft" von Garys Drumming auf Let Me Out. Ira Robbins und Michael Sandlin von Trouser Press beschrieben den Song als "tighter Gitarren-Pop". Autor John Borack beschrieb das Lied als „verdammt feine Popmelodie“. Das Magazin Audio nannte es einen „Basher“ mit „viel Stil“. Allmusic-Kritiker Mark Deming erklärte, die Live-Version von Let Me Out habe „eine freudige Kraft, die fast jeder Live-Act beneiden würde.“ Dave Swanson von Ultimate Classic Rock nannte es „einen der stärksten Album-Opener aller Zeiten“.
Eine Liveaufnahme von Let Me Out in der Carnegie Hall aus dem Jahr 1979 wurde auf die Laser-Disc von Live in der Carnegie Hall aufgenommen.  Der Song wurde auf das Compilation-Album Premium Gold Collection aufgenommen. Eine Vinyl-EP 2012 für den Record Store Day umfasst Live-Auftritte von Let Me Out und My Sharona aus Los Angeles aus dem Jahr 1978 sowie zwei weitere Songs. Die beiden Aufführungen sind auch auf der Live-CD des gesamten 1978er Los Angeles-Konzerts Havin ’a Rave-Up enthalten.